# 侯莫陳相
侯莫陳相（489年—571年），复姓侯莫陈氏，代人，北魏、東魏、北齐官员。

## 生平
北魏第一领民酋长侯莫陈伏颓（一作“社伏颓”）之孙，朔州刺史、白水郡公侯莫陳斛古提之子。七岁丧父，号慕过人，性格雄杰。长大後，531年，从高欢起兵。532年，在高欢属下在韓陵大败爾朱氏，力战有功，封陽平县伯，後改封白水郡公。担任蔚州刺史、大行台、節度西道諸軍事。后来转任車騎将軍、显州刺史。入朝任太僕卿。后来出任汾州刺史，别封安次县男、始平县公。550年，北齐立国后，官至太子太師。554年八月，转任司空公，进爵白水王。559年，转任大将軍，后任太尉公，兼瀛州刺史。565年四月二十五日，担任太保、朔州刺史，566年十月，官至太傅，食邑建州。567年八月，任太宰，别封義寧郡公。571年四月，侯莫陳相在朔州去世。享年八十三岁。追贈假黄鉞、使持節、督冀定瀛滄济趙幽并朔恒十州軍事、右丞相、太宰、太尉公、朔州刺史。

## 子
- 侯莫陳貴乐，尚公主，封駙馬都尉。
- 侯莫陳晋貴，嗣爵白水王，官至北齐武众将軍、梁州刺史，并州陷落降北周，官至上大将軍・信安县公。

## 延伸阅读
[在维基数据编辑]
 《北齊書/卷19》，出自李百药《北齊書》
 《北史·卷053》，出自李延壽《北史》